# Ding Ling
Ding Ling (xinès simplificat: 丁玲, pinyin: Dīng Líng; Lingpan, Hunan, 1904 — Pequín, 4 de març de 1986) és el nom de ploma de l'escriptora xinesa Zhiang Bingzhi (xinès simplificat: 蒋冰之, xinès tradicional: 蔣冰之, pinyin: Jiǎng Bīngzhī), una de les autores xineses més importants del segle xx.
El 1930 es va unir a la Lliga d'Escriptors Esquerrans on també es van reunir entre d'altres, Mao Dun, LuXun i Yu Dafu.
La seva literatura, de caràcter feminista i progressista, li portà problemes amb el Partit Comunista Xinès. Malgrat que el 1951 va guanyar el Premi Stalin de literatura, durant la Revolució Cultural les seves obres van ser prohibides juntament amb les d'Ai Qing i Feng Xuefeng. Va escriure més de 140 novel·les, contes i assajos.
Va ser vicepresidenta de l'Associació d'Escriptors Xinesos (1949-1986).

## Obres
- Cai heihan zhung ('En l'obscuritat')
- Taiyang zhao cai Sanggan hoshang ('El sol brilla sobre el riu Sanggan', 1950)
- En dies de fred amarg

Hi ha una traducció al català:
Ding Ling. 1991. El diari de Shafei. Barcelona: Edicions de l'Eixample (Espai de Dones). Traducció de Dolors Folch ISBN 9788486279257